# Fornetti
A Fornetti 1997-ben Palásti József által alapított sütőipari vállalkozás. Kelet-Európa egyik legnagyobb fagyasztott pékáru gyártó és forgalmazó vállalata, amely közvetlenül több mint 970 főt foglalkoztat Magyarországon (Kecskeméten és Kiskunfélegyházán), míg külföldön kb. 500 alkalmazottja van (Romániában Temesváron, továbbá Bulgáriában Ihtimanban).
Létrehozását követően úttörő szerepet vállalt egy új fogyasztási kultúra, a helyben sütött, fagyasztott pékáruk országos meghonosításában. Mindig saját utat járt termékeinek fejlesztése során. Hamarabb mutatott be alternatívákat a fogyasztóknak - például a kimérve árusított mini termékekkel - mint ahogy az igényként megfogalmazódott volna bennük. Sikereit és termékeit a versenytársak közül sokan csak a Fornetti által kialakított trend alapján tudták követni. Kiváló minőségű termékeivel kiemelt figyelmet fordított a fogyasztók biztonságára mind élelmiszerbiztonsági szempontból, mind pedig a termékekhez felhasznált alapanyagok kiválasztásában. Magyarországon egyike volt azon vállalkozásoknak, amelyek felismerték a franchise működés előnyeit és az elsők között építette ki franchise hálózatát.
Mára a cégcsoport 9 termékcsaládjának 200 pékáruféleségét több mint 1800 „in store bakery”, vagyis „pékség a boltban” típusú üzletben, valamint több mint 1500 franchise sütési ponton forgalmazzák. Az évek során olyan modern, a partnereit biztonsággal kiszolgáló gyártóbázist épített ki, amely naponta 160 tonna termék előállítására képes. A 2 magyarországi és 1 romániai gyára automatizált, modern gépsoraival biztosítja ezt a kapacitást. 
A franchise- és in „store bakery” partnerek gondos áruellátásán túl részt vesz a hálózatos kiskereskedelemben is. 11 országban van jelen, több mint 2000 áruházban átlagosan évi 16.000 tonnás forgalmazással. A Fornetti 2014. évi árbevétele közel 22 milliárd forint volt.

## Története
A Fornetti cégcsoport 2015. augusztus 5-én a svájci-ír Aryzta AG tulajdonába került. Az Aryzta AG a világ harmadik legnagyobb fagyasztott pékárut forgalmazó cégcsoportja; négy kontinensen üzemeltet sütőipari vállalatokat több mint 60 márkanév alatt. Európában az eddigi 23 márka mellé került be huszonnegyedikként a Fornetti, így a 10 országban működtetett hálózatát bővítette 3 új országgal. A vállalatot a zürichi mellett és az ír tőzsdén is jegyzik.
Az Aryzta vállalatcsoport a bővülését elsősorban szakmai befektetésekkel és akvizíciókkal biztosítja. Szakmai befektetőként több neves nyugat-európai sütőipari cég, úgy mint a „Cuisine de France”, „LaBrea Bakery”, „Klemme” sikeres terjeszkedésében vállalt szerepet. Az Aryzta vállalatok sikerének egyik kulcsa a csoport kiemelkedő összesített kutatás-fejlesztési potenciálja, a másik sikertényezőt pedig a és a diverzifikált értékesítési csatornáik jelentik. Az Aryzta csoport tagvállalatainak termékeivel a vásárlók többek között a vezető kiskereskedelmi láncok üzleteiben, benzinkút hálózatok boltjaiban, szállodákban, gyorséttermekben, repülőtereken és vasútállomásokon is találkozhatnak.
A Fornetti ma Közép-Kelet-Európa legerősebb fagyasztott termékeket gyártó sütőipari vállalataként jelentős szerepet tölt be a kis- és nagykereskedelmi szektorban. A Fornetti cégcsoport legfőbb értékesítési csatornáit retail piaca, „in store bakery” típusú bolthálózata, franchise hálózata, valamint a horeca ág képviseli, melyek elvárásainak megfelelően széles körű kínálattal rendelkezik, kielégítve az egyes piacok egyedi elvárásait. Termékkínálatát a finompékáru mellett széles napi fehérpékáru-kínálat képezi, ezenkívül egyéb ételeket is árusít.
Alapvető vezérelve, hogy a terméket a gyártástól a vevőig kíséri. Ennek eléréséhez elengedhetetlen egy olyan komplex szolgáltatáscsomag, mely a fagyasztott pékáru értékesítésén túl teljes körű know-how biztosítását foglalja magába, valamint az egyszerű, felhasználóbarát technológia révén a sztenderd minőségű késztermék előállítását a lehető leggyorsabb módon teszi lehetővé.
A sajtó 2017 novemberében jelentette be, hogy a Fornetti Holding Kft. beolvad az anyacégébe, az Aryzta Hungary Group Holdings Kft.-be, így jogutóddal megszűnik a vagyonkezeléssel foglalkozó Fornetti cég.

## Gyárai
A Fornetti Holding 4 üzemében összesen 18 400 m2 üzemi területen folyik a gyártás Magyarországon két helyen: Kecskeméten és Kiskunfélegyházán, valamint Romániában Temesváron és Bulgáriában Ihtiman-ban. Ezekben az üzemekben évente közel 40 000 tonna fagyasztott pékárut gyártanak.
A gyárak működése hatékony, naponta több mint 160 tonna sütőipari termék előállítására képesek.
A Fornetti gyárak belső kialakítását a termékek hatékony előállítását szolgáló, letisztult szakmai koncepció, és az ennek megvalósítására kifejlesztett berendezések határozzák meg. Termelésük rugalmas, hetente több mint 100 féle terméket gyártanak együttvéve. 
Tevékenységük ellenőrzött, a modern feldolgozó vonalak mellett 630 magasan képzett dolgozó biztosítja az állandó minőséget.

## Minőség
A biztonságos élelmiszer előállításának érdekében évek óta tanúsított minőségirányítási és élelmiszer-biztonsági rendszereket működtet, gyárai rendelkeznek IFS Food, FSSC 22000 tanúsítványokkal.
A minőség állandóságát az ellenőrzések mellett a folyamatos képzések és a folyamatos rendszerfejlesztés biztosítják.

## Fenntartható fejlődés
Piacvezető vállalatként és hagyományai miatt a Fornetti kötelességet érez a társadalom, a tevékenységi területén élők segítése, támogatása iránt.
Sikereik hosszú távú alapját képezik az erőforrásokkal való tudatos, felelős gazdálkodás, a környezeti értékek megóvása. A kiváló minőségű fagyasztott termékeinek előállításához elengedhetetlenek a minőségi alapanyagok, a víz és az energia éppúgy, mint munkatársainak szakmai hozzáértése.

## Innováció
A Fornetti a legjobb minőségű természetes alapanyagokat dolgozza fel és törekszik a legjobb élettani hatású termékek felhasználására. 
Házias jellegű termékeket nagyüzemi körülmények között állít elő, úgy hogy az eredeti receptúrák semmiben sem szenvednek csorbát, viszont élvezik a modern, automatizált üzem nyújtotta ipari biztonság, pontosság, higiénia és állandó minőség előnyeit. 
A Fornetti már 2007 óta használja gyártásában a hidrogénezési eljárástól mentes margarint, amely transzzsírsavtartalma kevesebb mint 1%, megelőzve így évekkel azt a követelményt, amelyet 2015-ben tett kötelezővé a magyarországi jogalkotó valamennyi csomagolt élelmiszerre vonatkozóan.
A termékfejlesztők figyelembe veszik a táplálkozástudomány legújabb kutatási eredményeit, munkájuk során együtt dolgoznak a különböző szakterületek kiemelkedő kutatóival, hogy a tudomány legfrissebb nemzetközi eredményeit ízletes, „mindig meleg” péksütemények formájában adják át a fogyasztóknak. A termékfejlesztésben évente közel 300 új mintatermék készül.

## Termelés
A Fornetti üzemekben a termelés a fejlett automatizált gépsorokon valósul meg.
Alapanyag raktárukba a raktáros előírás szerinti, csakis rendszerben elfogadott minőségi megfelelőséget igazoló bizonyítvánnyal rendelkező anyagot vehet át.
A beérkezett alapanyagok csak akkor kerülhetnek termelésbe, ha paramétereik és a saját laboratórium által-, terv szerinti mikrobiológiai vizsgálatok eredményei megfelelők. Magyarországon hetente több mint 100 mikrobiológiai vizsgálatot végez a belső laboratórium.
A vonalkódos anyagkezelés pontosan követhetővé tesz minden felhasznált anyagot. Így minden termékről pontosan tudjuk, hogy milyen összetevők épültek be a feldolgozás során, ezek az összetevők mikor, honnan és milyen minőségi paraméterekkel érkeztek be az üzembe.
A termék előállítás biztonságos, amelyet az ellenőrzött alapanyagok és a végfogyasztóig tartó állandó és rendszeres ellenőrzések garantálják.
Nem megfelelő értékek esetén a rendszer jelez. Ennek alapján azonnali beavatkozásra nyílik lehetőség, minimalizálva a lehetséges nem megfelelő termék mennyiséget.
A higiéniai és gyártási paraméterek ellenőrzésére a Fornetti egy saját fejlesztésű rendszert alkalmaz, amely objektív alapokra helyezi az ellenőrzéseket. A mobil rendszer elemei: számítógép, ehhez csatlakoztatott mérleg, digitális hőmérő, fényképezőgép.
A termelés kiszámítható, pontosságát az erőforrások és a technológia állandó felügyelete biztosítja.
A termékminőség standard, minden üzem összehangoltan, ugyanazzal a technológiával állítja elő a termékeket.

## Fornetti üzletek
A Fornetti üzemeiben megkövetelt magas színvonalú gyártás mellett elengedhetetlenül szükséges a partnereik üzletfejlesztési támogatása is. Az üzletek kialakítását a Fornetti kulcsrakész megoldással segíti. 
A Fornetti saját tervező és kivitelező csoporttal segíti a partnereit üzletük kialakításában, technológiai beüzemelő szakemberei végzik az üzletek dolgozóinak betanítását, a kereskedelmi -marketing csapat pedig üzleti koncepciójuk elkészítésében segít.
Fornetti termékeket naponta közel 1 millió ember fogyaszt.[forrás?]